# روبرت ديرزون
روبرت آلان ديرزون (بالإنجليزية: Robert Alan Derzon)‏ (30 ديسمبر 1930 – 17 يونيو 2009) كان متخصص أمريكي في مجال الرعاية الصحية شغل منصب أول مدير لمراكز الرعاية الصحية والخدمات الطبية (HCFA)، وهي الذراع التابعة للحكومة الفيدرالية الأمريكية المسؤولة عن إدارة الرعاية الطبية والرعاية الطبية.

## الحياة المبكرة والتعليم
وُلِد ديرزون في ميلووكي، ويسكونسن. تلقى تعليمه الجامعي في كلية دارتموث، وتخرج عام 1953. حصل على درجة الماجستير من كلية آموس تاك لإدارة الأعمال بجامعة دارتموث عام 1955، وحصل على درجة الماجستير في الصحة العامة عام 1956 من جامعة مينيسوتا.

## المسيرة المهنية
شغل ديرزون منصب المدير المساعد لمركز نيويورك الطبي الجامعي من عام 1960 إلى 1966. تم تعيين ديرزون نائب أول لمفوض المستشفى في إدارة مستشفيات مدينة نيويورك من قبل عمدة مدينة نيويورك جون ليندسي، تحت قيادة المحامي ومدير المستشفى جوزيف فينسينت تيرينزيو، وهو أول شخص غير طبيب يشغل منصب مفوض المستشفيات. شغل ديرزون منصب القائم بأعمال مفوض الإدارة في عام 1970 بعد استقالة تيرينزيو.  شهد أمام لجنة تشريعية في ولاية نيويورك في عام 1969، حيث صرح بأن المستشفيات في مدينة نيويورك كانت "على شفا كارثة مالية" بسبب تخفيضات تمويل برنامج ميدكير ووصف نظام دفع تكاليف المستشفيات والرعاية الطبية بأنه "كارثة" حيث لا يستطيع غالبية الناس في جميع أنحاء الولاية الحصول على رعاية صحية بأسعار معقولة ويمكن الوصول إليها.
تم تعيين ديرزون مدير مركز جامعة كاليفورنيا الطبي [الإنجليزية] في سان فرانسيسكو عام 1970، وظل يشغل هذا المنصب حتى عام 1977.
عيّنه الرئيس الأمريكي جيمي كارتر ديرزون كأول رئيس لإدارة تمويل الرعاية الصحية (HCFA، التي سُميت لاحقًا CMS)، وهي وكالة أُنشئت في مارس 1977، وكانت مسؤولة عن الإشراف على برنامجي ميديكير ، الذي يوفر التأمين الصحي لمن تزيد أعمارهم عن 65 عام، وميديكيد (Medicaid)، الذي يوفر التأمين الصحي للفقراء. أُنشئ البرنامجان عام 1965، ولكنهما كانا يُداران بشكل مستقل حتى ذلك الحين. تمثلت مهمة ديرزون في معالجة ارتفاع تكاليف الرعاية الصحية في المستشفيات من خلال الحد من سوء الاستخدام والاحتيال في البرنامجين، وتنفيذ جهود لخفض التكاليف كانت مثيرة للجدل.
كجزء من سلسلة من التوصيات الموجهة إلى وزير الصحة والتعليم والرعاية الاجتماعية الأمريكي جوزيف أ. كاليفانو الابن في يونيو 1977، أيد ديرزون تطبيق قوانين الوصية الحية على الصعيد الوطني التي سُنّت في كاليفورنيا، مقترحًا حجب المساعدات الفيدرالية عن الولايات التي لم تُقرّ هذه القوانين. وقدّر ديرزون أن قوانين الوصية الحية، التي تسمح للأطباء بإنهاء دعم الحياة في الحالات التي يُعتبر فيها التعافي غير محتمل، يمكن أن تُخفّض مليار دولار بحلول عام 1978 من التكاليف المتعلقة بنسبة 20% من نفقات الرعاية الطبية السنوية التي تُنفق على رعاية المرضى في السنة الأخيرة من حياتهم. كما أثارت المذكرة مخاوف بشأن نمو عدد الأطباء، مُقدّرةً أن إضافة 85,000 طبيب إضافي بحلول عام 1980 سيُولّد إيرادات بقيمة 5 مليارات دولار مع زيادة تكاليف الرعاية في المستشفيات، مما يُشير إلى أن تخفيض عدد الأطباء الجدد قد يكون ضروريًا، وقد تدعمه الجمعية الطبية الأمريكية. دعت مذكرة ديرزون إلى تمويل برنامج ميديكيدلعمليات الإجهاض للنساء الفقيرات، مشيرة إلى توفير 1000 دولار من المدخرات السنوية في نفقات الرعاية الاجتماعية لكل طفل غير مرغوب فيه بالإضافة إلى 100 دولار من انخفاض نفقات ميديكيد.
أقال الوزير كاليفانو ديرزون من منصبه كرئيس مراكز الرعاية الصحية والخدمات الطبية في سبتمبر/1978، مُشيرًا إلى فشل ديرزون في تحقيق تقدم سريع في إعادة هيكلة برنامجي الرعاية الطبية (ميديكير) والرعاية الطبية (ميديكيد). كان ديرزون مستعد لمواجهة مقترحات كاليفانو وإخباره بما لن ينجح، وهو موقف لم يُعجب كاليفانو، وأدى إلى ما وُصف بـمواجهات حامية بينهما. عُيّن ليونارد د. شايفر خلفًا لديرزون.

## الحياة الشخصية
توفي ديرزون، المقيم في ميل فالي، كاليفورنيا، بسبب أنفلونزا الخنازير عن عمر يناهز 78 عام في 17 يونيو 2009، أثناء زيارة صديق في أورانجفيل، أونتاريو. وقد ترك وراءه ابنة واحدة وولدين وتسعة أحفاد. توفيت زوجته في عام 2002 بعد 46 عام من الزواج.